# Sobralia bletiae
Sobralia bletiae es una especie de orquídea de hábitos epífitas y ocasionalmente de hábitos terrestres, originaria de América tropical.

## Descripción
Es una orquídea de tamaño mediano, que prefiere el clima cálido. Tiene hábitos epífitas y ocasionalmente, hábitos terrestres con un tallo erecto envuelto por vainas tubulares y que llevan hojas subcoriáceas, elípticas. Florece en la primavera y principios del verano en una inflorescencia terminal, que abre sucesivamente sus flores

## Distribución y hábitat
Se distribuye por Nicaragua, Costa Rica, Panamá, Venezuela, Guyana, Guayana Francesa, Surinam, norte de Brasil, Ecuador y Perú en los bosques lluviosos y las nebliselvas a una altitud de 200 a 1200 metros.

## Sinonimia
- Sobralia suaveolens Rchb.f., Gard. Chron., n.s., 9: 622 (1878).
- Sobralia epiphytica Schltr., Repert. Spec. Nov. Regni Veg. 12: 213 (1913).[2]